# Elecciones generales de Ruanda de 2024
Las elecciones generales en Ruanda se celebraron el 15 de julio de 2024, para elegir al presidente y a los miembros de la Cámara de Diputados.
En unas elecciones que fueron criticadas por ser injustas por la inhabilitación de candidatos serios de la oposición, el actual presidente Paul Kagame, en el cargo desde el año 2000, fue elegido para un cuarto mandato consecutivo.

## Antecedentes
Un referéndum constitucional celebrado en 2015, aprobó unas enmiendas constitucionales que permiten al actual presidente de la República, Paul Kagame postularse para un tercer mandato en 2017, además de acortar los mandatos presidenciales de siete a cinco años, aunque este último cambio no entrara en vigor hasta 2024.
En 2022, Kagame dijo a un canal de televisión francés que tiene la intención de presentarse nuevamente a la presidencia en las elecciones de 2024, a pesar de haber cumplido ya tres mandatos.

## Sistema electoral
El Presidente de Ruanda es elegido mediante una ronda de votación por mayoría simple.
La Cámara de Diputados, compuesta de 80 escaños, se elige mediante dos métodos: 53 escaños se eligen directamente mediante representación proporcional de lista cerrada en una única circunscripción nacional con un umbral electoral del 5%; Los escaños se asignan utilizando el método del resto mayor. Los 27 escaños restantes son elegidos indirectamente por los consejos locales y nacionales, incluidos 24 reservados para mujeres (seis de las provincias Oriental, Meridional y Occidental, 4 de la Provincia Norte y 2 de Kigali), dos para representantes de la juventud y uno para representantes de personas discapacitadas.

## Candidatos presidenciales
Kagame anunció su candidatura para un cuarto mandato presidencial el 20 de septiembre de 2023 en una entrevista con la revista panafricana Jeune Afrique, diciendo: "Estoy contento con la confianza que los ruandeses han demostrado en mí. Siempre les serviré, tanto cuando pueda. Sí, de hecho soy un candidato." Los partidos miembros de la coalición gubernamental gobernante de Ruanda, el Frente Patriótico Ruandés, respaldaron la campaña de Kagame, incluido el Partido Demócrata Ideal, la Unión Democrática del Pueblo Ruandés, el Partido Prosperidad y Solidaridad y el Partido Socialista Ruandés.
El candidato presidencial de la elección de 2017, Frank Habineza, del Partido Verde Democrático de Ruanda, también ha indicado que se presentará nuevamente en 2024.
La activista política Victoire Ingabire Umuhoza dijo que su partido Fuerzas Democráticas Unidas desafiaría a Kagame si se registra a tiempo.Sin embargo, Ingabire había sido descalificado previamente para postularse después de ser condenado por cargos de amenazar la seguridad del Estado y restar importancia al genocidio de Ruanda. El 13 de marzo de 2024, un tribunal desestimó su recurso para que se le permitiera presentarse a las elecciones.
El 7 de junio, la comisión electoral de Rwanda confirmó a Paul Kagame, Frank Habineza y Philippe Mpayimana, un independiente, como candidatos finales para las elecciones presidenciales. Las solicitudes de otros seis candidatos, entre ellos Diane Rwigara, del Movimiento de Salvación del Pueblo, fueron rechazadas.

## Campaña
La campaña se desarrolló del 22 de junio al 12 de julio. Kagame se ha comprometido a continuar con sus políticas después de su reelección, mientras que Habineza ha criticado las detenciones arbitrarias y la falta de libertad de expresión y de medios de comunicación bajo el régimen del primero. Habineza también se comprometió a mejorar el acceso al agua y desarrollar la agricultura mecanizada, mientras que Mpayimana se comprometió a introducir reformas en el sector minero para beneficiar a los mineros artesanales y ampliar el acceso a préstamos para estudiantes universitarios. Mpayimana también dijo que su campaña también tenía como objetivo promover la "madurez política" en el país.

### Incidentes
El 23 de junio, una estampida durante un mitin electoral al que asistía Kagame en Rubavu dejó un muerto y 37 heridos.

## Resultados
| Candidato                          | Partido                            | Votos     | %     |
| ---------------------------------- | ---------------------------------- | --------- | ----- |
| Paul Kagame                        | Frente Patriótico Ruandés          | 8.822.794 | 99.18 |
| Frank Habineza                     | Partido Verde Democrático          | 44.479    | 0.50  |
| Phillipe Mpayimana                 | Independiente                      | 28.466    | 0.32  |
| Votos en blanco/anulados           | Votos en blanco/anulados           | 12.137    | 0.14  |
| Total                              | Total                              | 8.895.739 | 100   |
| Votantes registrados/participación | Votantes registrados/participación | 9.071.157 | 98.20 |
| Fuente:                            |                                    |           |       |